# 目賀田八郎
目賀田 八郎（めがた はちろう、1930年 - 2015年）は、日本の教育学者。東京都で活躍した著名な小学校社会科教員である。
1960年頃に発足した社会科勉強会を主宰し、社会科教育の向上と、若手教員の育成に尽力した。また、宮内庁東宮職東宮侍従を務めた。東京都の公立小学校沿革史として著名な寺崎昌男編『誠之が語る近現代教育史』（1988年）は、目賀田八郎の発意で生まれた。

## 来歴・人物
- 1930年生まれ。
- 1952年 - 東京学芸大学卒業。

東京都新宿区立牛込仲之小学校・同区戸塚第二小学校を経て、東京学芸大学附属小金井小学校教官となる。
- 1963年 - 文部省指導資料作成委員。
- 1973年 - 宮内庁東宮職の侍従。
- 1977年 - 東京都文京区立窪町小学校教諭。
- 1977年 - 全国小学校社会科研究協議会事務局委員、事務局長（1990年まで）。
- 1983年 - 東京都文京区立誠之小学校教頭。
- 1987年 - 東京都杉並区立高井戸小学校校長
- 1991年 - 東京都公立学校・校長定年退職。
- 2015年歿。

## 著作
- 目賀田八郎『66時間で育てる歴史の見方・教え方』 (東書TMシリーズ)1987年
- 目賀田八郎『水辺の馬』社会科勉強会、1996年
- 目賀田八郎・中野重人『〔至論・駁論〕総合的な学習は学力崩壊か・学校再生か』東洋館出版社、2000年5月
- 目賀田八郎『急がずに　休まずに』社会科勉強会（編）、2010年９月
- 目賀田八郎 小野正俊 月岡正明 (編著)『新社会科の肝所―この一冊で社会科の授業が変わる! 』2012年2月

（社会科勉強会『目賀田八郎先生追悼文集』社会科勉強会会長関口修司発行、2016年3月）